# Paramali
Paramali (gr. Παραμάλι) – wieś w Republice Cypryjskiej, w dystrykcie Limassol, częściowo położona na obszarze brytyjskiego terytorium Akrotiri. W 2011 roku liczyła 220 mieszkańców.